# قتلیش علیا
قتلیش علیا، روستایی از توابع بخش گرمخان شهرستان بجنورد در استان خراسان شمالی ایران است.

## جمعیت
این روستا در دهستان گیفان قرار دارد و براساس سرشماری مرکز آمار ایران در سال ۱۳۸۵، جمعیت آن ۴۱۹ نفر (۱۰۴خانوار) بوده‌است.

## قومیت
مردم روستای قتلیش از قوم ترک هستند و زبان‌شان ترکی است.

## دین ومذهب
مردم روستای قتلیش مسلمان و شیعه هستند.